# Ана-Теодора
Ана-Теодора Асен  (буг. Ана-Теодора; 13. век) је била бугарска принцеза и ћерка цара Јована Асена II (1218–1241) и Ирине Анђел. Потекла је из трећег брака свог оца, а рођена је између 1238. и 1241. године. Ана-Теодора је преко своје мајке била унука солунског цара Теодора Анђела Комнина Дуке (ум. 1253).
Ана-Теодора се удала за севастократора Петра. Имали су кћер, која се удала за деспота Шишмана од Видина и основала шишманску грану династије Асена. Била је бака бугарског цара Михаила III Шишмана и прабака бугарског цара Јована Александра и царице Јелене од Бугарске, жене цара Стефана Душана Немањића.